# Carcinopodia schoutedeni
Carcinopodia schoutedeni är en fjärilsart som beskrevs av Embrik Strand 1918. Carcinopodia schoutedeni ingår i släktet Carcinopodia och familjen björnspinnare. Inga underarter finns listade i Catalogue of Life.